# Zwierzyniec Wielki
Zwierzyniec Wielki – wieś w Polsce położona w województwie podlaskim, w powiecie sokólskim, w gminie Dąbrowa Białostocka.
Wieś królewska ekonomii grodzieńskiej położona była w końcu XVIII wieku w powiecie grodzieńskim województwa trockiego. W latach 1975–1998 miejscowość administracyjnie należała do województwa białostockiego.
We wsi urodził się ks. Tadeusz Krahel, doktor historii Kościoła.